# NGC 5047
NGC 5047 (również PGC 46150) – galaktyka soczewkowata (S0), znajdująca się w gwiazdozbiorze Panny. Odkrył ją William Herschel 7 maja 1787 roku.